# Niágara, 1857 (Frederic Edwin Church)
Niágara es una obra de Frederic Edwin Church, un pintor paisajista estadounidense, y figura central de la Escuela del río Hudson. Esta pintura, fechada en 1857, fue considerada como su obra más importante hasta aquel momento, y confirmó su reputación como el mejor pintor estadounidense de su tiempo.                                                                                                                         

## Introducción
En el siglo XIX, diversos artistas estadounidenses intentaron representar la fuerza y la belleza de las Cataratas del Niágara, considerada la maravilla natural más importante de América del Norte, superior a cualquier fenómeno natural en Europa. El lienzo de Frederic E. Church representa la perspectiva de las cascadas desde el borde canadiense, basándose en bocetos realizados durante una serie de visitas realizadas en el año 1856. Frederic E. Church fue el primero en representar este lugar en pintura al óleo sobre lienzo a gran escala, con gran detalle, naturalismo e inmediatez. Anteriormente había realizado obras interesantes sobre este tema:
- Pintura al óleo sobre papel, montado sobre lienzo: Niagara Falls,1856; Wadsworth Atheneum, Hartford, Connecticut ,[2]
- Pintura al óleo sobre papel laminado; At the Base of the American Fall, Niagara, 1856; Museo Nacional de Diseño Cooper-Hewitt[3]

## Análisis de la obra
Esta obra de gran tamaño parece haberse llevado a cabo entre diciembre de 1856 y enero de 1857. En este lienzo, Church, con el fin de aumentar la ilusión de la realidad, y para representar la extensión panorámica de la escena, utilizó un formato no tradicional, de una anchura más del doble que su altura. Además, eliminó cualquier sugerencia de un primer plano, lo que hace que el espectador experimente este lugar como si estuviera situado en el mismo borde de las cascadas. Church no muestra la vertiginosa y espectacular caída de la cascada, pero enfatiza la vasta amplitud de las Horseshoe Falls, y muestra mejor tanto el lado opuesto, como el enorme poder del agua. La presencia humana únicamente es evidente por la inclusión, en el lado izquierdo, de la pequeña Terrapin Tower, en la Isla de la Cabra, cuya pequeñez acentúa la fuerza indomable de la Naturaleza.

## Procedencia
- Vendido por el artista, año 1857, a Williams, Stevens & Williams, New York.
- Brown Brothers Bankers, New York.
- Venta en beneficio de la Association for Improving the Condition of the Poor, Tiffany & Co., New York, diciembre 1861.
- Comprado por John Taylor Johnston, New York.
- Comprado, año 1876 por la Corcoran Gallery of Art, Washington.
- Adquirido, año 2014 por la National Gallery of Art.[5]